# 무로타 미즈키
무로타 미즈키(일본어: 室田瑞希, 1998년 6월 12일 ~ )는 일본의 여성 아이돌 그룹 전 안주루무의 멤버.

## 약력
2011년
- 스마이레지의 신멤버 오디션에 참가했지만, 낙선했다.

2012년
- 3월, 하로프로 연수생에 가입.
- 3월 31일,「하로프로 연수생 발표회 2012 ~3월의 생계란 Show!~」에 첫 피로연.
- 9월 14일 ~ 12월 2일,「모닝구무스메。 탄생 15주년 기념 콘서트 투어 2012 가을 ~컬러풀 캐릭터~」 에 카네코 리에와 대동해,「ラララのピピピ」의 백댄서로서 참가.

2013년
- 4월 20일 ~ 6월 29일,「℃-ute 콘서트 투어 2013 봄 ~트레이져 박스~」에 챌린저 액트로서 참가.

2014년
- 10월 4일, 스마이레지의 3기 멤버에 선출되었던 것이 발표되었다[1].
- 11월 26일, 요코하마 아레나에서 행해진 모닝구무스메。'14의「미치시게 사유미 졸업 스페셜」에서 오프닝 액트로서 스마이레지(당시)가 출연해, 3기 멤버로서 처음에 피로연하였다.

2020년
- 1월 22일, 3월 22일에 메이지 진구 야구장에서 행해진「Hello! Project 히나페스 2020 ~재해지 부흥 지원 · 토호쿠를 건강하게!~ 안주루무 프리미엄 공연」을 기해 안주루무 및 헬로! 프로젝트를 졸업하는 것을 발표[2].
- 3월 22일 -「Hello! Project 히나페스 2020 ~재해지 부흥 지원 · 토호쿠를 건강하게!~ 안주루무 프리미엄 공연」(CS 테레비아사히에서 무관중 공연 생중계)을 기해 안주루무 및 헬로! 프로젝트를 졸업. 졸업 후에 연예 활동을 계속하게 된다.

2021년
- 1월 28일 - 업프런트 프로모션와의 전속 매니지먼트 계약을 2020년 12월말일을 기해 종료하는 것을 발표[3]. 후에 일시적으로 연예 활동을 휴지하지만, 완전히 준비가 되는 대로 소속사를 이적해 연예 활동을 재개할 예정이다.
- 3월 22일 - 소속사 시네막트에 소속이 결정되었다는 사실을 발표[4].
- 4월 6일 - 인스타그램을 개설.
- 6월 12일 - 유니버설 뮤직부터 8월 25일에 솔로 CD 데뷔하는 것을 발표[5]。
- 8월 25일 - CD 싱글 『G.T.B.』에서 데뷔.

2022년
- 5월 1일 - 시네막트를 4월 30일자로 퇴사해, 원큐레에 이적하는 것을 발표.
- 9월 1일 - 소속사 원큐레의 사내 벤처에 의해 신 프로젝트 「Rare Promotion」를 개설[6].

2023년
- 6월 5일 - 공황장애 진단을 받은 사실을 밝히고, 치료를 위해 6월 18일의 퍼스데이 이벤트를 기해 무기한 활동 중단에 들어간다고 공식 SNS 등을 통해 발표했다[7][8][7].

2024년
- 1월 10일 - Rare Promotion를 퇴소[9]. 이 사무소는 2월 29일부로 폐업한다[9].
- 6월 12일 - 인스타그램을 새로 개설.
- 8월 1일 - X를 개설.
- 9월 7일 - miuzic Entertainment와 레코드 계약을 체결하는 것을 발표.

## 작품

### 싱글
1. G.T.B (2021년 8월 25일)
2. M bit (2022년 6월 15일)
3. Our Dreams/Pluto/Crazy Wonderland (2023년 6월 21일)

### 착신 싱글
- 君だけじゃないさ...friends (アコースティックVer.) (2020년 3월 23일)

### Blu-ray
- Greeting ~무로타 미즈키~ (2015년 7월 28일) - e-LineUP! 한정 판매

## 출연

### 텔레비전
- ~조르기 엔터테인먼트!~ 해피★프레 (2013년 10월 5일 ~ 2014년 9월 27일, BS닛폰)

### 콘서트
- 하로프로 연수생 발표회 2012 ~3월의 생계란 Show!~ (2012년 3월 31일, 니혼바시 미츠이 홀)
- 하로프로 연수생 발표회 2012 ~6월의 생계란 Show!~ (2012년 6월 17일, 야마노 홀)
- 하로프로 연수생 발표회 2012 ~9월의 생계란 Show!~ (2012년 9월 9일, 야마노 홀)
- 모닝구무스메。탄생 15주년 기념 콘서트 투어 2012 가을 ~컬러풀 캐릭터~ (2012년 9월 14일 ~ 12월 2일)
- 하로프로 연수생 발표회 2012 ~12월의 생계란 Show!~ (2012년 12월 9일, Shibuya O-EAST)
- 하로프로 연수생 발표회 2013 ~3월의 생계란 Show!~ (2013년 3월 31일, 요코하마 BLITZ)
- ℃-ute 콘서트 투어 2013 봄 ~트레이져 박스~ (2013년 4월 20일 ~ 6월 29일)

### 이벤트
- 시오하쿠 2012 시오도메☆아이돌 카니발!! 2012 하로프로 연수생 여름 휴가 중 ~시오도메 헌터~ (2012년 8월 26일, 시오도메 AX)

### 무대
- 음악 낭독제「이키 눅키세키 ~10년째 바램~」(2013년 4월 10일 ~ 13일, 도쿄 글로브좌)

## 서적

### 사진집
- 미니 사진집「Greeting-Photobook-」(2016년 6월 12일, 오딧세이 출판)
- 1st 솔로 사진집「MURO」(2017년 5월 15일, 오딧세이 출판)

## 참가 유닛
- 안주루무 (2014년 ~ 2020년)